# Névé-Nunatak
Der Névé-Nunatak (von englisch névé ‚Firnfeld‘) ist ein 1707 m hoher und isolierter Nunatak im ostantarktischen Viktorialand. Er ragt nördlich des Halfway-Nunatak zwischen dem Upper Staircase und der Ostseite des Skelton-Firnfelds auf.
Eine neuseeländischen Mannschaft bei der Commonwealth Trans-Antarctic Expedition (1955–1958) nahm 1957 die Vermessung und die Benennung vor. Benannt ist er nach dem benachbarten Skelton-Firnfeld.